# Francesco Riso
Francesco Riso (Palermo, 15 de outubro de 1826 – Palermo, 1º de maio de 1860) foi um patriota italiano.

## Biografia
De origem humilde (era encanador), inspirou-se, desde menino, nos ideais do Risorgimento e sempre se opôs aos Bourbons, contra os quais organizou diversas tentativas de conspiração.
Participou da insurreição de Fieravecchia em janeiro de 1850, em Palermo; fez parte dos comitês secretos; liderou a revolta da Gancia em 4 de abril de 1860, durante a qual foi ferido. Capturado, morreu no hospital, enquanto seu pai e outros doze insurgentes foram fuzilados.
Ele é lembrado em Palermo com um busto erguido no Jardim Garibaldi na Piazza Marina e no "Monumento aos mortos de 1848 e 1860" projetado em 1885 por Giuseppe Damiani Almeyda no Cemitério de Santa Úrsula.